# Métro de Bucarest
Le métro de Bucarest (en roumain : Metroul din București) est un réseau ferroviaire urbain souterrain qui dessert Bucarest, la capitale de la Roumanie. Ce réseau est exploité par la régie Metrorex. C'est l'un des moyens de transport en commun les plus utilisés de Bucarest. Le réseau comprend six lignes d'une longueur de 86 km avec 83 stations. Les lignes sont souterraines.

## Histoire

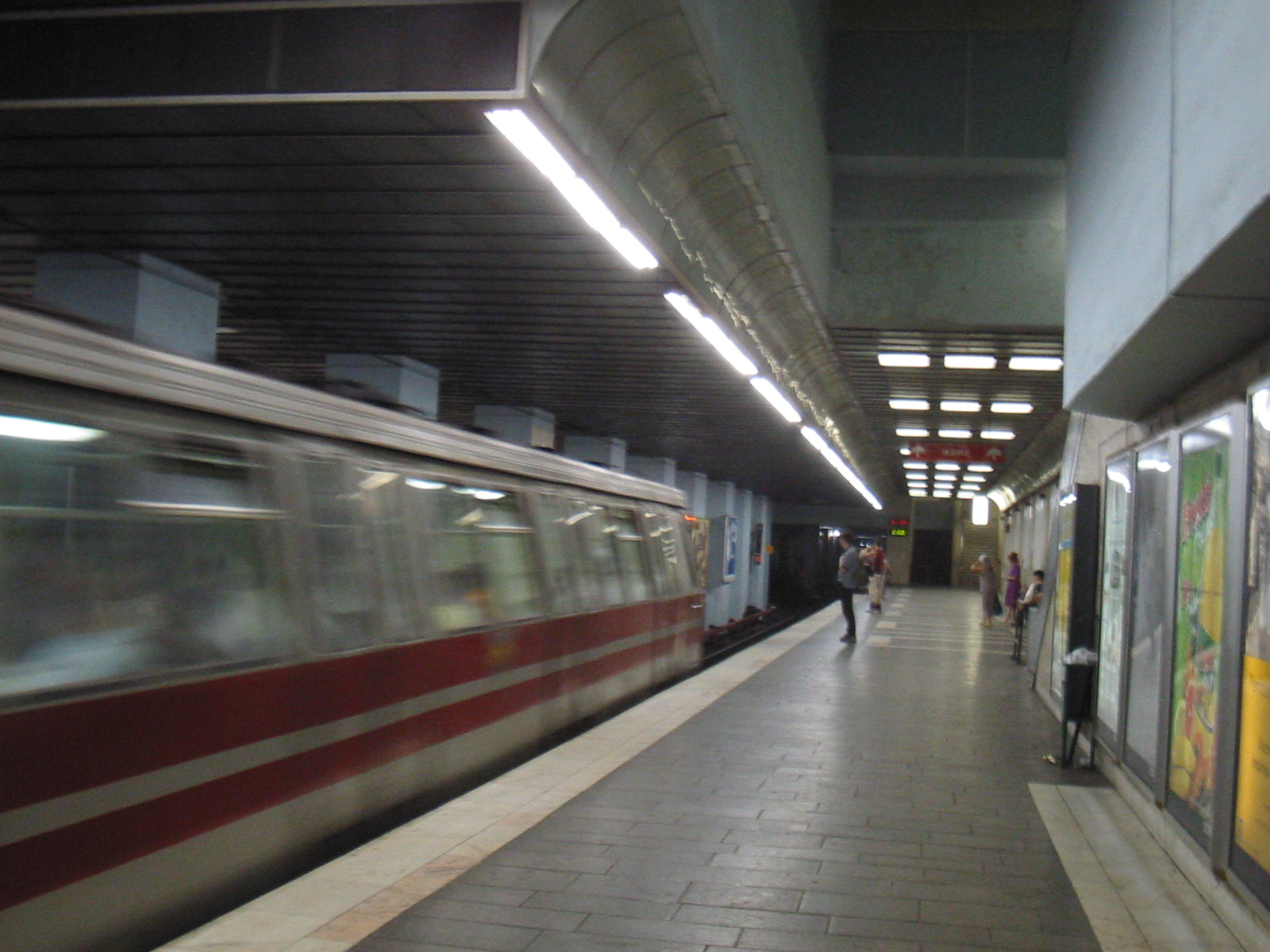
Ancienne rame arrivant en station

Les premiers projets d'un réseau de transport souterrain à Bucarest ont été dressés à la fin des années 1930 dans un contexte général de modernisation de la capitale roumaine. En 1938, les autorités locales confient au S.A. Metropolitanul la charge de planifier et construire le métro avec un début des travaux envisagé pour mars 1941. La Seconde Guerre mondiale puis la dictature communiste ont cependant causé l'annulation du projet.
En 1970, le réseau de transport en commun (ITB), bien qu'il fût alors le quatrième plus grand d'Europe, n'était plus proportionné au développement urbain rapide. Une commission fut réunie, et elle conclut à la nécessité d'un réseau de transport souterrain qui deviendrait le métro de Bucarest.
Contrairement aux autres métros du bloc de l'Est, le métro de Bucarest n'a pas emprunté le style monumental des stations du métro de Moscou. Les stations sur les lignes initiales étaient au contraire réalisées à moindre coût, sans décor ni suffisamment de sources lumineuses, de sorte que le métro paraissait sombre et sinistre aux étrangers. De même, les premières rames étaient de conception roumaine alors que les autres pays communistes avaient fait l'acquisition du même modèle soviétique standard. Pour chaque station un unique thème de couleur était appliqué (généralement blanc - dans Unirii 2, Universitate, Victoriei 1, Politehnica, Armata Poporului, mais également bleu-clair - dans Obor et Gara de Nord, orange - dans Tineretului).
Les stations sont construites selon des plans simples, de manière à éviter les recoins où des citoyens auraient pu se rassembler, murmurer ou s'abriter ; les couloirs d'accès étaient souvent très longs, avec de grandes distances entre l'accès au quai et l'ouverture en surface, dépourvus d'escalators et de facilités pour handicapés et de plus, les plans du réseau étaient schématiques au point qu'il était très difficile de les comparer aux plans de la ville, de toute manière à l'époque imprécis et difficiles à trouver : tous ces aspects sont liés à la nature dictatoriale et paranoïaque du régime de l'époque sous la présidence de Nicolae Ceaușescu, à ses drastiques économies d'énergie et à sa crainte des émeutes.
La construction de la première ligne commença en avril 1975. La première ligne, M1, fut ouverte le 16 novembre 1979, fonctionnant de Timpuri Noi à Semănătoarea. Elle mesurait 8,6 km avec six stations. Après elle, d'autres lignes ont été ouvertes :
- Décembre 1981 : M1 Timpuri Noi - Republica ; 10,1 km, six stations[4].
- Août 1983 : M3 Eroilor - Industriilor (Preciziei) ; 8,8 km, trois stations[3], les stations Gorjului et Nava ont été ajoutées en 1996 et 1999
- Décembre 1984 : M1 Semănătoarea (Petrache Poenaru) - Crângași ; 1 km, 1 station.
- Janvier 1986 : M2 Piața Unirii - Depoul IMGB (Berceni) ; 10 km, six stations[5], deux stations mises en service ultérieurement
- Octobre 1987 : M2 Piața Unirii - Pipera ; 8,7 km, six stations.
- Décembre 1987 : M1 Crângași - Gara de Nord 1 ; 2,8 km, deux stations (Basarab ajoutée en 1990).
- Août 1989 : M1 Gara de Nord 1 - Dristor 2 ; 7,8 km, six stations[6].
- Janvier 1990 : M1/M3 Republica - Pantelimon ; 0,7 km, 1 station (ligne simple, opérationnelle pour des événements ponctuels).
- Mars 2000 : M4 Gara de Nord 2 - 1 Mai ; 3,2 km, quatre stations[7].
- Novembre 2008 : M3 Nicolae Grigorescu 2 - Linia de Centură (Anghel Saligny) ; 4,7 km, quatre stations[8].
- Juillet 2011 : M4 - 1er mai – Parc Bazilescu ; 2,3 km, deux stations
- Mars 2017 : M4 - Parc Bazilescu - Străulești ; 1,9 km ; deux stations[9].
- Septembre 2020 : M5 - Eroilor - Valea lalomiței - Raul Doamnei ; 6,8 km ; dix stations[10].
- Novembre 2023 : M2 - Berceni - Tudor Arghezi ; 1,6 km ; une station.

La construction de l'extension mise en service en mars 2017 a été confié à un consortium mené par la société italienne Astaldi,. La société Astaldi réclame en 2019 à Metrorex les arriérés de paiement du contrat et retarde l'avancement des travaux de la ligne 5.
Le métro de Bucarest bénéficie de prêts de la BEI consentis à Metrorex. Le premier a été signé en décembre 1996 (Bucarest Metro Modernisation I, Renouvellement du matériel roulant et achèvement des infrastructures sur le réseau, avec un montant de 100 millions d'euros en trois tranches), le second signé en novembre 2000 (Bucarest Metro Modernisation II, Modernisation de 60 trains circulant sur le réseau et amélioration des conditions de sécurité sur un tunnel partiellement construit, d'un montant de 115 millions d'euros), le troisième signé en 2006 (Bucarest Metro Modernisation III d'un montant de 60 millions d'euros). D'autres financements européens suivirent,.
Avec l'aide des fonds européens, le métro a progressivement été modernisé et amené aux normes occidentales avec, depuis 2002, de nouvelles rames plus lumineuses aux sièges plus confortables (soit des rames roumaines rénovées, soit des rames « Bombardier »), des accès améliorés, des escalators, de la lumière dans les stations et les couloirs, des plans et schémas du réseau clairs, des décorations, et de la publicité, des petits commerces, des écrans de télévision. Le point faible reste la rareté des sièges le long des quais, et la nécessité d'attendre debout qui en découle pour de nombreux usagers.
Une cinquième ligne est en construction depuis novembre 2011, selon l'axe Sud-Ouest/Nord-Est de la ville qui manquait cruellement de moyens de déplacement directs depuis les grands travaux de Ceaușescu qui ont supprimé l'interconnexion des tramways en centre-ville. La mise en service de la première phase, 6,8 km et dix stations, prévue fin 2019, entre Drumul Taberei et Eroilor, avec une branche vers Valea Ialomiței est effective en septembre 2020. Ce projet est principalement financé par la BEI,,. Un prolongement futur vers Pantelimon est par ailleurs validée.

## Réseau actuel

### Aperçu général
| Ligne   | Parcours                                 | Mise en service | Dernière extension | Longueur (en km) | Nombre de stations |
| ------- | ---------------------------------------- | --------------- | ------------------ | ---------------- | ------------------ |
|         | Dristor 2 ↔ Pantelimon                   | 1979            | 1990               | 31,01 km         | 22                 |
|         | Pipera ↔ Tudor Arghezi                   | 1986            | 2023               | 20,28 km         | 15                 |
|         | Preciziei ↔ Anghel Saligny               | 1983            | 2008               | 22,2 km          | 15                 |
|         | Gara de Nord ↔ Străulești                | 2000            | 2017               | 7,44 km          | 8                  |
|         | Eroilor ↔ Valea lalomiței ↔ Râul Doamnei | 2020            | -                  | 6,87 km          | 10                 |
| TOTAL : | TOTAL :                                  | TOTAL :         | TOTAL :            | 87,8 km          | 70                 |

Carte du métro de Bucarest

La totalisation de la longueur des lignes est différente de la taille du réseau car les lignes M1 et M3 possèdent un tronçon de 8,6 km en commun avec sept stations.
Certaines stations de correspondance (comme Piata Victoriei) ont deux quais et chaque quai porte un nom différent (Piata Victoriei 1 et Piata Victoriei 2). Sur le plan officiel du réseau, elles sont identifiées comme deux stations avec un raccordement quoiqu'en réalité (ainsi que dans certains plans non officiels), elles forment une seule station avec des quais à des niveaux différents. Une exception toutefois : Gara de Nord 1 et Gara de Nord 2 sont des stations différentes reliées par un passage souterrain et passer d'une station à l'autre nécessite de disposer d'un nouveau titre de transport.

### Matériel roulant
| Modèle                | Constructeur | Années de livraison | Nombre de rames fabriquées | Nombre de voitures par rame | Affectation | Image |
| --------------------- | ------------ | ------------------- | -------------------------- | --------------------------- | ----------- | ----- |
| Astra IVA             | Astra (ro)   | 1976 - 1992         | 250                        | 2                           |             |       |
| Bombardier Movia 346  | Bombardier   | 2002 - 2008         | 44                         | 6                           |             |       |
| CAF BM3               | CAF          | 2014 - 2016         | 24                         | 6                           |             |       |
| Alstom Metropolis BM4 | Alstom       | 2024 - en cours     | 13                         | 6                           |             |       |

En 2017, la flotte de trains à l'inventaire, soit 594 véhicules, se répartit selon le tableau. Les 318 véhicules en service effectif sont 30 véhicules Astra Arad, 192 véhicules Bombardier et 96 véhicules CAF.
Toutes les rames sont alimentées en 750 V par troisième rail et par caténaire dans les centres d'entretien où un troisième rail ne serait pas sûr. La vitesse maximum des trains est de 80 km/h.
Les trains utilisés se composent de plusieurs rames attelées ensemble. Chacune se compose de deux véhicules (doublets) reliés de façon permanente. Sur les lignes M1 et M3, trois rames (six voitures au total) sont attelées ensemble et peuvent atteindre jusqu'à 120 mètres de longueur, alors que dans la ligne M4, seules deux rames sont attelées ensemble (soit quatre voitures).
Les matériels de transport d'ASTRA Arad ont été construits entre 1978 et 1993 et approchent de la fin de leur exploitation : ils sont actuellement en phase de remplacement. En 2017 il y a 93 rames Astra Arad (186 voitures) exploitées en formation six voitures, soit 33 trains.
Les rames « Bombardier » se composent de six voitures de manière permanente, formant un couloir ouvert pour la longueur entière du train. En 2018 44 rames du type Movia (en) sont en service quotidien, principalement sur les lignes M1 et M2, parfois sur M3. Un contrat de 108 millions d'euros avait été signé avec Adtranz en juin 1999, pour la construction et la livraison de 18 trains en formation de six voitures (soit 108 véhicules). Ces premiers véhicules furent livrés en 2002 pour une mise en service sur la ligne M2 où ils remplacèrent les trains anciens. Ce contrat fut suivi d'un autre avec la société Bombardier en janvier 2005 portant sur 20 trains de six véhicules, et d'un troisième en janvier 2007, ce qui permet à cette flotte d'atteindre 264 véhicules, soit 44 trains de six véhicules. Une partie importante de la fabrication des trains est réalisée par des sociétés roumaines.
En novembre 2003, Alstom remporta un contrat d'un montant de 240 millions d'euros pour la rénovation et la maintenance pendant 15 ans de la totalité du parc de véhicules du métro, soit plus de 400 unités. Le contrat a été mis en vigueur en juillet 2004.Les premiers véhicules rénovés sont remis à Metrorex en mai 2010,.
La livrée du métro de Bucarest est soit blanche avec deux raies horizontales jaunes ou rouges au-dessous de la fenêtre pour des trains Astra, soit l'acier inoxydable noir et blanc pour les rames « Bombardier ».
En septembre 2011, le réseau a commandé 16 rames de six voitures à la société basque CAF,. Les premières livraisons eurent lieu durant l'été 2014. En novembre 2014, une option pour huit rames supplémentaires a été levée,,. Les premiers trains prévus pour la M5 en construction arrivent en décembre 2015.
En mars 2015, Metrorex, après un appel d'offres auquel répondirent cinq sociétés, a sélectionné la société CAF pour la commande de 43 rames de six voitures pour la cinquième ligne en chantier. La livraison de cette commande se ferait en trois étapes correspondantes aux trois phases prévues de la mise en service de la ligne 5, soit 13 trains pour le tronçon Drumul Taberei _ Eroilor, 13 trains pour le tronçon Eroilor – Iancului et 17 trains pour le tronçon Iancului – Pantelimon.
Un contrat pour une commande supplémentaire de 30 trains de six véhicules pour la ligne 5 a été signé avec la société Alstom en novembre 2020. Les premiers trains de cette commande sont prévus pour être livrés 29 mois plus tard.

### Signalisation
En août 1999, la société Adtranz Signal reçoit une commande pour un système d’automatisation des trains avec conducteurs pour la ligne M2.Le système doit équiper les trains de cette même société mis en service en 2002. Metrorex passa plusieurs contrats de signalisation - automatisation avec les sociétés Dimetronic par exemple en 2011,.

## Exploitation

### Tarification
Les transports publics de Bucarest sont largement subventionnés et ces subventions sont en augmentation car la Mairie désire réduire les embouteillages, la pollution et le stationnement en promouvant les transports publics. Dépendant de la RATB, le métro est saturé aux heures de pointe le matin et l'après-midi. Un point faible était que métro nécessite des cartes d'abonnement non-utilisables dans les tramways, les bus ou les trolleys (qui utilisent des tickets compostables) ; les correspondances étaient donc plus coûteuses. De plus il était nécessaire d'utiliser un ticket pour chaque trajet (ticket RATB - 1 voyage - 1.3 lei = 0,30 €). Depuis 2016, il y a de nouveau la possibilité d'utiliser une carte unique sur la RATB et le métro, qui a déjà existé en 2006 et 2012 mais sans suites pour des raisons d'imbroglio financier entre les régies.
Tarifs (en 2016):
- Carte de 2 trajets (Cartela „2 călătorii” ) - 7 RON (1,57 €)
- Carte de 10 trajets (Cartela „10 călătorii” ) - 27 RON (6,04 €)
- Carte de transport mensuel avec 62 trajets (Cartela „abonament lunar” – 62 călătorii) – 50 RON (11,20 €)
- Carte mensuelle étudiant avec 62 trajets (Cartela „abonament lunar – 62 călătorii – elev/student”) – 25 RON (5,60 €)
- Carte de transport mensuel (plein tarif) (Cartela „abonament lunar”) - 80 RON (17,92 €)
- Carte mensuelle étudiant (Cartela „abonament lunar elev/student cu număr nelimitat de călătorii”) - 50 RON (11,20 €)
- Carte de transport 1 jour (Cartela „abonament 1 zi”) - 8 RON (1,79 €)
- Carte pour les vétérans, invalides, veuves du guerre, personnes handicapées enregistrées en Roumanie („Legitimație de Călătorie”) – Gratuit

### Fréquentation
En 2007, le métro transporta environ 160 millions de passagers. Dix années plus tard le nombre de personnes transportées atteint près de 179 millions de passagers.

### Personnel
Le métro employait 4 400 personnes en 2017 (4 100 en 2014).

## Projets de développement
Plusieurs projets d'extension furent proposés à différentes dates,,, certains ne virent pas le jour comme le projet de ligne circulaire passant au sud que la ligne 1. C'est une extension de la ligne M2 qui est actuellement prévue. Divers investissements de développement et de modernisation du réseau sont prévus à l'occasion de la coupe d'Europe de football 2020.
Une nouvelle ligne de métro est en projet ou en construction dans la capitale roumaine, des extensions sont à l'étude,.
Prévue dès 2007, après une tentative de lancement en 2012, une sixième ligne est en projet, avec un plan de financement, approuvée en septembre 2016 par le Conseil municipal : elle doit desservir l'aéroport de Bucarest « Henri Coandă ». Son tracé n'aboutit pas à la Gare du Nord (lignes 1 et 4) ou à la Piața Victoriei (lignes 1 et 2), mais à la station 1er mai sur la M4 qui ne dessert pas directement le centre. La Commission européenne, après avoir demandé des explications concernant le tracé, apportera un financement de la moitié des coûts de construction,. La rumeur publique affirme que c'est pour ménager les lobbies des cars et des taxis Les appels d'offres sont lancés en mars 2019 pour la construction d'une première phase. Sa mise en service est prévue en 2023 La liaison par ligne ferroviaire avec l'aéroport fait l'objet d'étude,.
| Ligne | Parcours                     | Mise en service | Longueur (en km) | Nombre de stations |
| ----- | ---------------------------- | --------------- | ---------------- | ------------------ |
| M5    | Eroilor 2 ↔ Piața Iancului 2 | 2026 ou 2027    |                  |                    |
| M6    | 1 Mai 2 ↔ Tokyo              | 2030            | 14,2 km          | 7                  |